# Jelenov Žleb
Jelenov Žleb je naselje v gozdu na Veliki gori v Občini Ribnica in je brez stalnih prebivalcev. Naselje ima le stanovanja za sezonske gozdne delavce.

## Druga svetovna vojna
V Jelenovem Žlebu je dne 26. marca 1943 potekala bitka v Jelenovem Žlebu. Tega dne sta Gubčeva in Cankarjeva brigada uničili bataljon italijanske divizije Macerata. Bataljon, ki je štel 480 vojakov in častnikov, je imel 106 mrtvih in 102 ranjena. Partizani so zaplenili polovico oborožitve italijanskega bataljona, pri tem pa imeli 5 mrtvih in 20 ranjenih. Med ubitimi partizani je bil tudi mitraljezec Ivan Omerza "Johan".